# Arszenik i stare koronki (film 1944)
Arszenik i stare koronki (tytuł oryg. Arsenic and Old lace) – amerykańska czarna komedia z 1944 roku, powstała na podstawie sztuki Josepha Kesselringa pod tym samym tytułem.

## Fabuła
Krytyk teatralny Mortimer Brewster wraz ze swoją świeżo poślubioną małżonką Elaine przybywa do domu swoich ciotek Abby i Marthy, w celu wzajemnego poznania. Z przerażeniem odkrywa, że jego ciotki, które zawsze uważał za spokojne i miłe staruszki mają zwyczaj zapraszać do swojego domu samotnych, starszych mężczyzn i częstować ich winem zaprawionym trucizną. Tłumaczą, że robią to, by skrócić cierpienia tych panów. W przedsięwzięciu pomaga im nieświadomie brat Mortimera – chory psychicznie Teddy, wyobrażający sobie, że jest prezydentem Rooseveltem. Kopie w piwnicy „umocnienia”, w których później chowane są ofiary ciotek. Sytuacja jeszcze bardziej się komplikuje, kiedy do domu ciotek przybywa kolejny brat Mortimera – Johnny, wielokrotny morderca, który właśnie zbiegł z więzienia.

## Główne role
- Cary Grant − Mortimer Brewster
- Josephine Hull − ciotka Abby Brewster
- Jean Adair − ciotka Martha Brewster
- Raymond Massey − Jonathan Brewster
- Peter Lorre − dr Herman Einstein
- Priscilla Lane − Elaine Harper
- John Alexander − Theodore Brewster
- Jack Carson − oficer Patrick O’Hara
- John Ridgely − oficer Saunders
- Edward McNamara − sierżant Brophy